# Magyar Szentföld-templom
A Magyar Szentföld-templom egy soha be nem fejezett templom volt, melyet Majsai János Mór ferences atya kezdeményezésére tervezett részben Bauhaus, részben bizánci stílusban Molnár Farkas, és amely a ferences szerzetesrend beruházásában épült meg 1940 és 1949 között. Befejezéséhez nem sok hiányzott volna, de a munkákat 1949-ben leállíttatták, a tetőszerkezet már elkészült részeit is visszabontatták. A monumentális épület ma csonkként áll, évtizedekig levéltárként használták, 2013 óta ismét a ferencesek tulajdona.

## Története
A Budapest II. kerületében, a hűvösvölgyi Heinrich István utcában álló Magyar Szentföld-templom építését 1937-ben kezdeményezte P. Majsai János Mór ferences szerzetes, szentföldi hivatali biztos. Elképzelése, amelyet egy 1932-es zarándoklata szült meg, az volt, hogy valósuljon meg egy olyan épületegyüttes, amely a szentföldi kegyhelyek minél pontosabb hazai másaként lehetőséget teremthet a valódi szentföldi utazást maguknak meg nem engedhető szegényebb rétegek számára is a szentföldi zarándoklat élményének megszerzésére. Az úgynevezett Szentföld-mozgalom ezekben az években világszerte erősödést mutatott, így a Budapestre elképzelt templomhoz hasonlók épültek például Washingtonban és a hollandiai Nijmegenben is.
Molnár Farkas 1938-ban állt elő az első tervváltozatokkal, a Heinrich István u. 5. számú telekre vonatkozóan, amit addigra már meg is vásároltak a ferencesek – jelentős mennyiségű adományból – e templom felépítésének céljára (a szomszédos, 7-es számú telken akkor már működött egy ferencrendi zárda és kápolna, valamint az ugyancsak Majsai által megálmodott Szentföldi Múzeum, amit később a 3-as szám alá költöztettek át). Az első tervekben egy, a később megvalósulthoz hasonló, de egyszerűbb kivitelű, kupolával lefedett, ovális alakú, modernista homlokzatú templom szerepelt, a hozzá csatlakozó 12 kápolnával, amelyeket a zarándokhelyek másolataiként alakítottak volna ki.
A tervekkel a Szentföldi Hivatal valószínűleg csak részben lehetett elégedett, mert kiutaztatta Palesztinába Molnár Farkast, hogy végezzen részletes építészeti felmérést a lemásolni tervezett kegyhelyekről, és szerezzen minél több benyomást a helyszínen. Az építészre az utazás során nagy hatással volt a jeruzsálemi Szent Sír-bazilika, amit világosan mutatnak azok a változások is, amiket az 1939 augusztusára elkészített harmadik tervváltozatban, a korábbiakhoz képest eszközölt.
A harmadik, az épület főtömbjét illetően már nagyrészt végleges tervben egy külső megjelenését tekintve bizánci hatású épület jelent meg, melynek teljesen körbejárható belső terét a kupola alatt körbefutó ablaksor volt hivatott megvilágítani, hasonlóan a jeruzsálemi bazilika kiképzéséhez. A szakrális térbe a korábban tervezett 12-höz képest 20 oszlop került, és minden oszlopközbe egy-egy kápolna is épült volna, míg a Szent Sír idézet helye középre került, vagyis főoltárrá vált; az építmény egészét illetően pedig csökkent a modernista megoldások száma.
Az építkezés a betlehemi barlang 1940. augusztus 4-i alapkőletétele után a kápolnák alapozási munkálataival indultak, ez utóbbi tervváltozat alapján, 1940 nyarán; az építkezést Molnár Farkas személyesen vezette. Közben még tovább finomította a terveket, amikben a legnagyobb változtatás az lett, hogy a főbejárat kiképzését teljes egészében a jeruzsálemi bazilika bejáratának hasonmásaként tervezte meg.
A világháborút a félkész épület különösebb sérülések nélkül úszta meg, Molnár Farkas azonban 1945 januárjában bombatámadás következtében elhunyt, az építkezés vezetését így Szendrő Jenő vette át. A politikai és anyagi nehézségek miatt a munka lelassult, 1949-re így is elkészült a vasbetonból megálmodott kupola ácsolata és vasalata. Ekkor azonban az épületet államosították, a szerzeteseket elhurcolták és elrendelték a tetőszerkezet elemeinek visszabontását is, így a templomból csak a szerkezetkész falak maradtak meg.

## Utóélete
Az épület hosszú ideig üresen, kihasználatlanul állt, a mozdítható építőanyagok egy részét elhordták. Többféle hasznosítási kísérlet után - melyek során működött itt traktorgyári összeszerelő műhely és exportraktár, művésztelep, sőt könnyűzenei koncertek helyszíne is volt - levéltári hasznosításba került. A levéltár előbb 5, majd 10 kilométernyi iratanyagot telepített ide, a jogszolgáltatási szervek iratanyagából, s a belső térben a funkcionalitás érdekében több kisebb átalakítást végeztek - többek között a nyitva álló kápolnákban lefalazással raktárhelyiségeket és irodákat alakítottak ki. [Paradox módon az itt tárolt népbírósági iratok között lehetett kutatni azon pernek az iratait, amelyben Majsai János Mórt 10 év börtönbüntetésre ítélték.]
Az 1970-es évek végén újabb terv született az épület befejezésére, Pomsár János és Péterfia Borbála munkájaként, immár a levéltári funkciónak megfelelő igénnyel, de ez sem valósult meg.
Miután 2004. novemberében elkészült a Fővárosi Levéltár új épületegyüttese a XIII. kerületi Teve utcában, az intézmény kiköltözött a Heinrich István utcai épületből, amely 2006. január 13. óta műemléki védettséget élvez. 2013-ig az épület a Fővárosi Önkormányzat, míg a körülötte levő telekrészek a II. kerület tulajdonát képezték, 2013 novembere óta ismét egyházi fenntartásban van az ingatlan, kezelője a ferences rendtartomány.

## Kapcsolódó építmények
A ferences rend az épülethez tartozó ingatlanon és a közeli telkeken már 1936-tól több olyan funkciót honosított meg, amelyek közvetlenül kapcsolódtak a majdani templom szándékolt funkciójához. A szomszédos, 7-es számú telken szentföldi ferencrendi zárda, árvaház és kápolna létesült, ugyanott nem sokkal később megnyitotta kapuit a Szentföldi Múzeum, amely három teremmel fogadta a zarándokokat és egyéb érdeklődőket. A múzeumot kibővített anyagával már 1937-ben a Heinrich István utca 3-as számú épületbe, a Heinrich Kálmán és neje által végrendeletileg a ferencesekre hagyott villába költöztették át, 1946 végéig mintegy kétszázezren keresték fel.

## Képgaléria

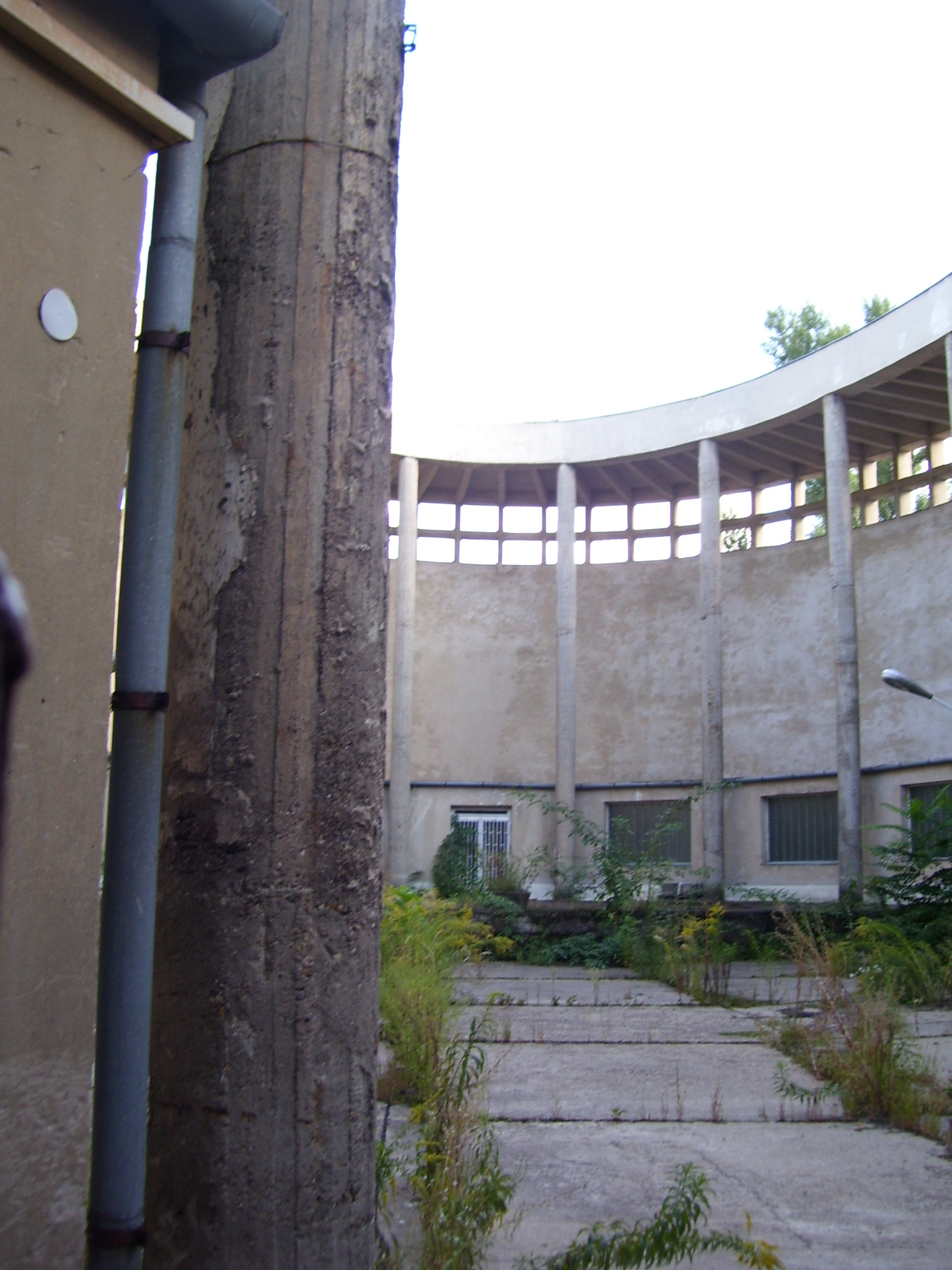
Az épület udvara 2008-ban
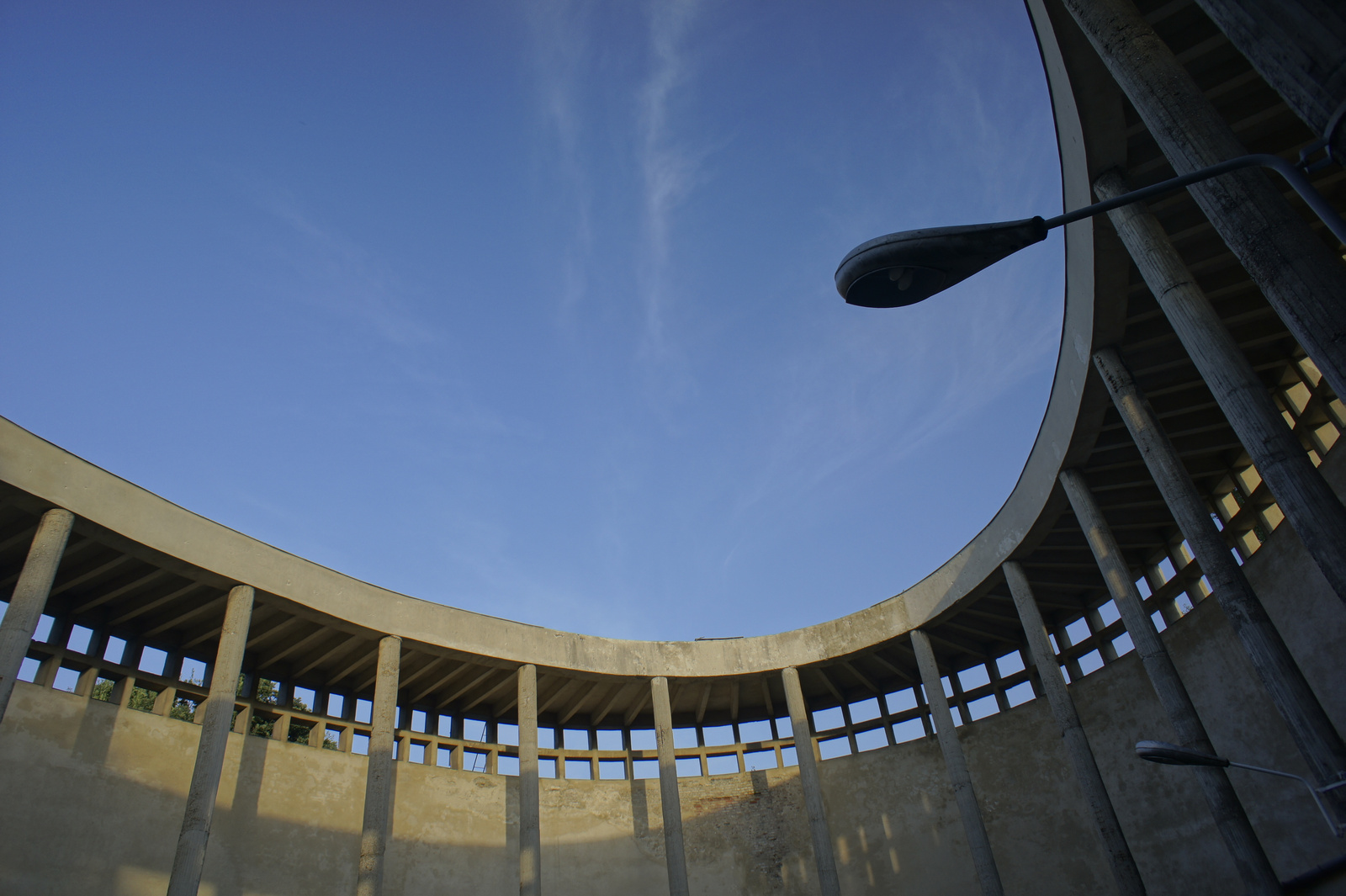
Látkép az udvarról (2010)
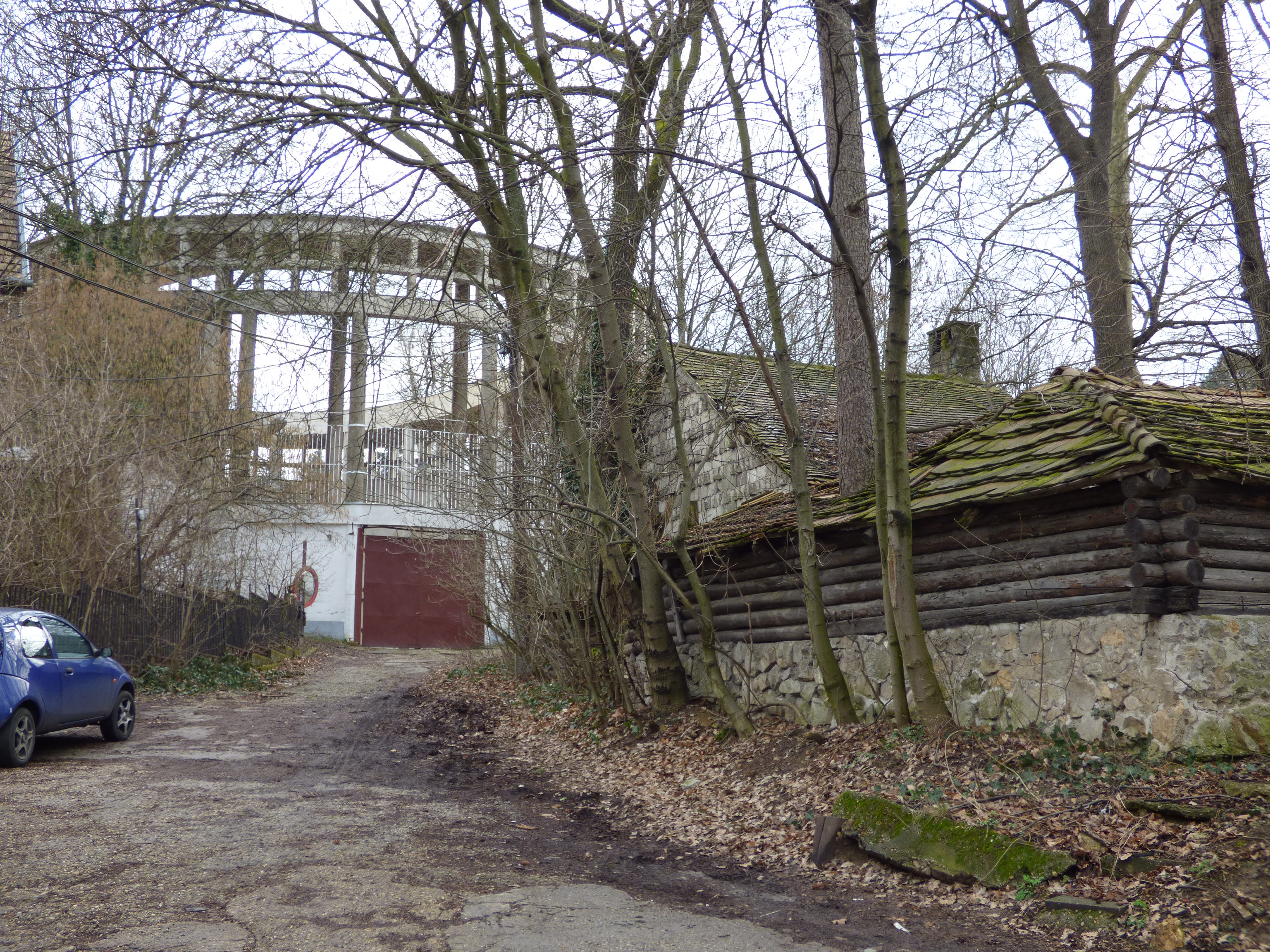
A templom az utcáról nézve
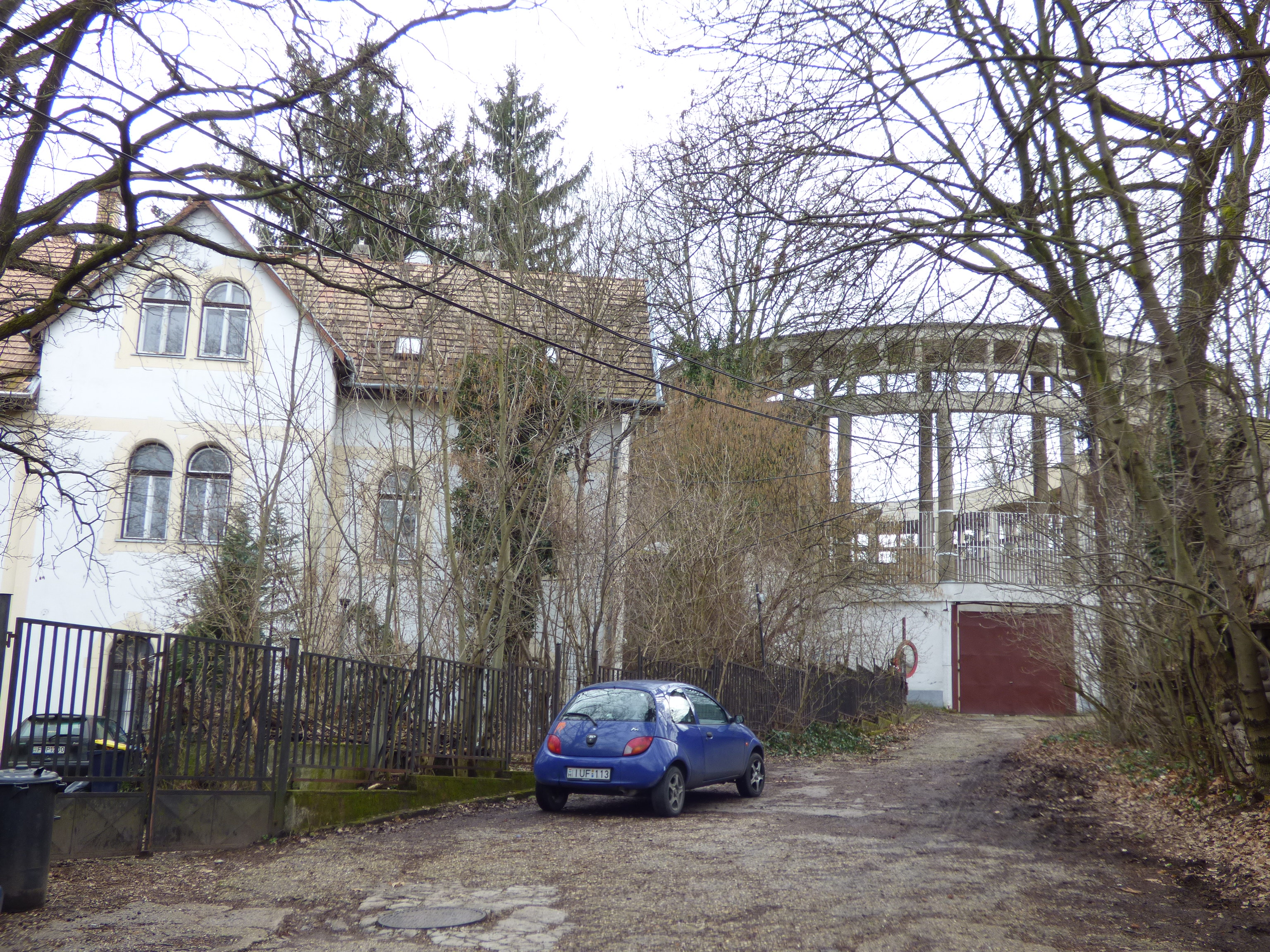
A templom az utcáról nézve
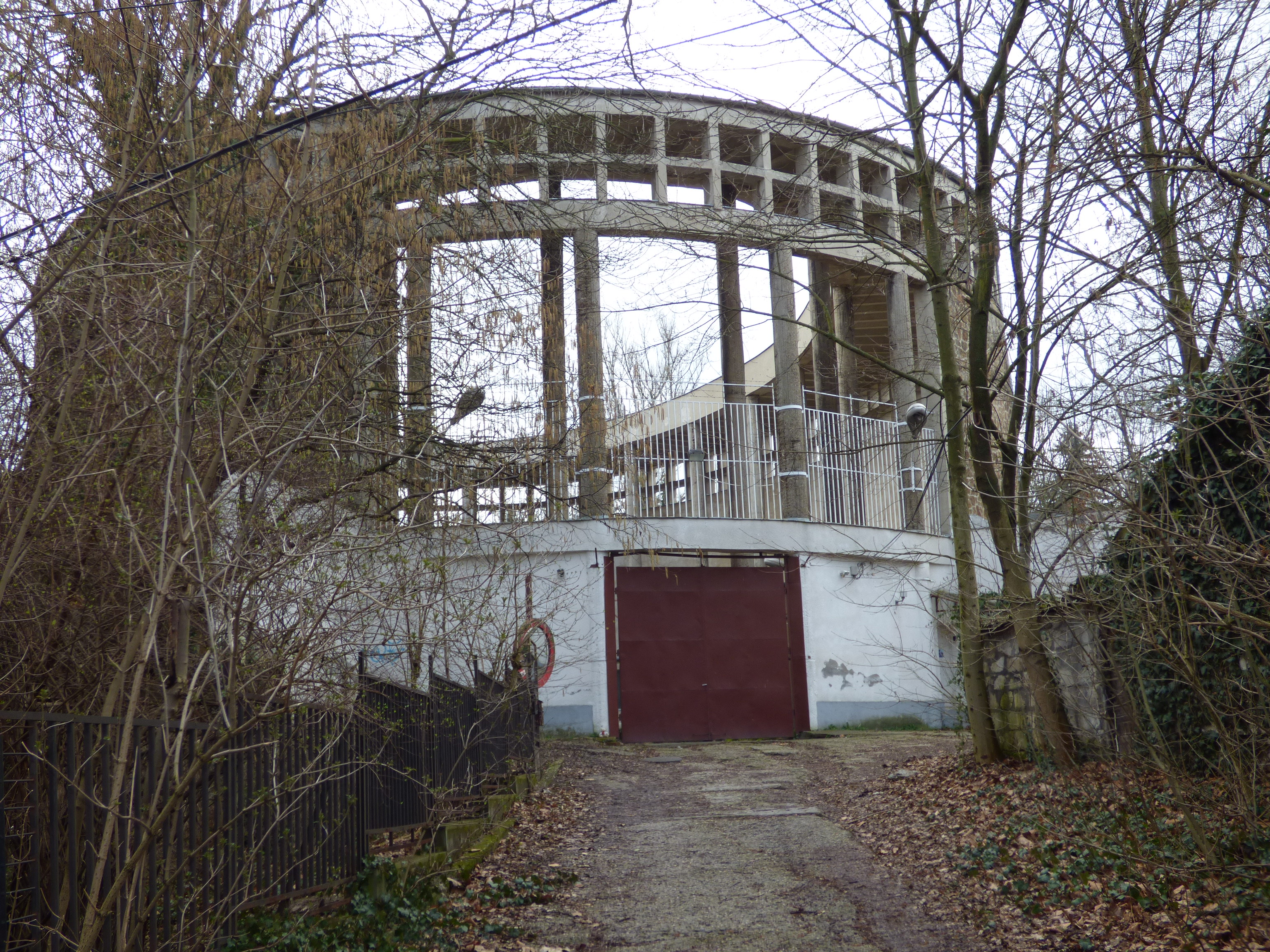
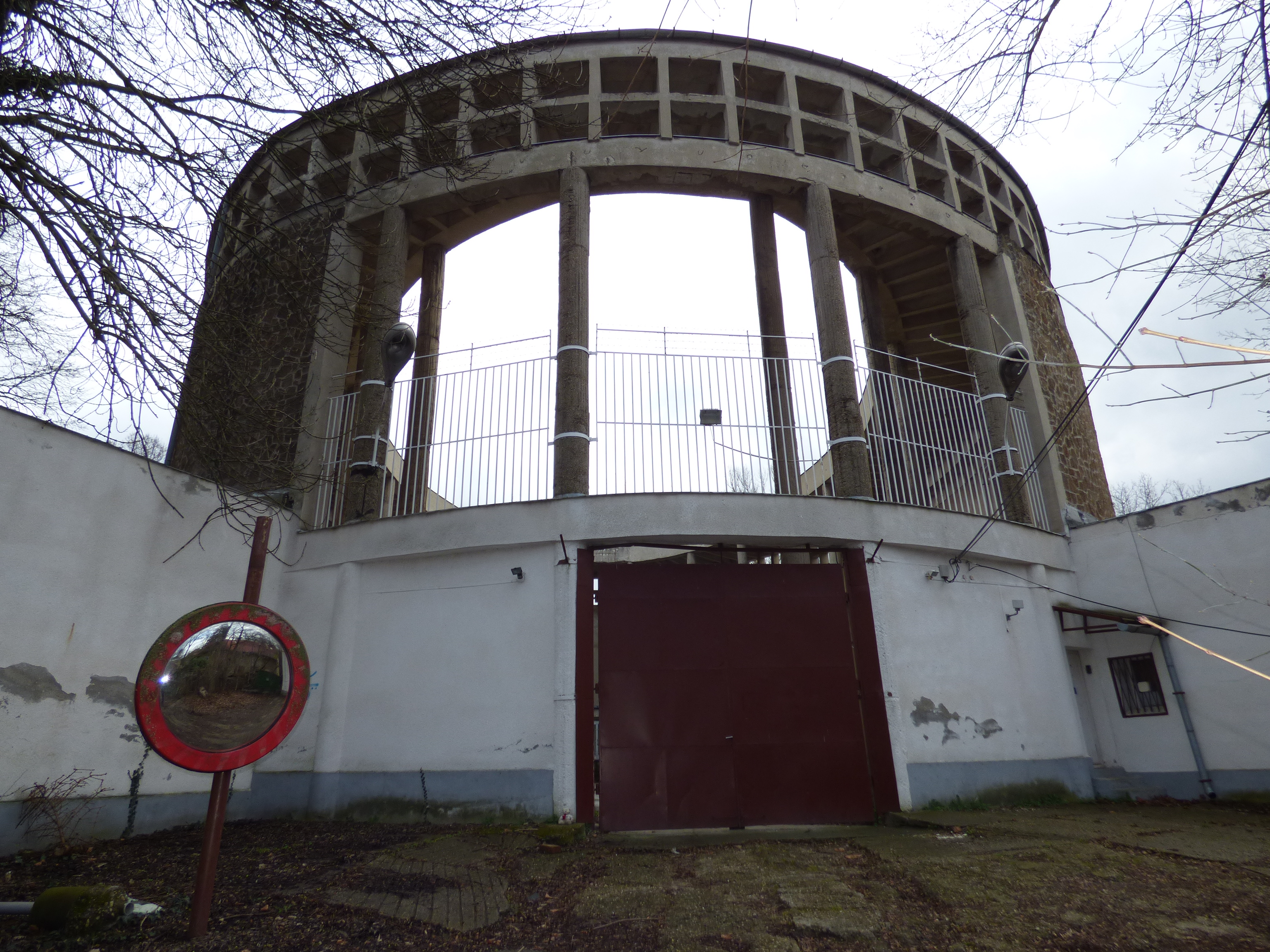
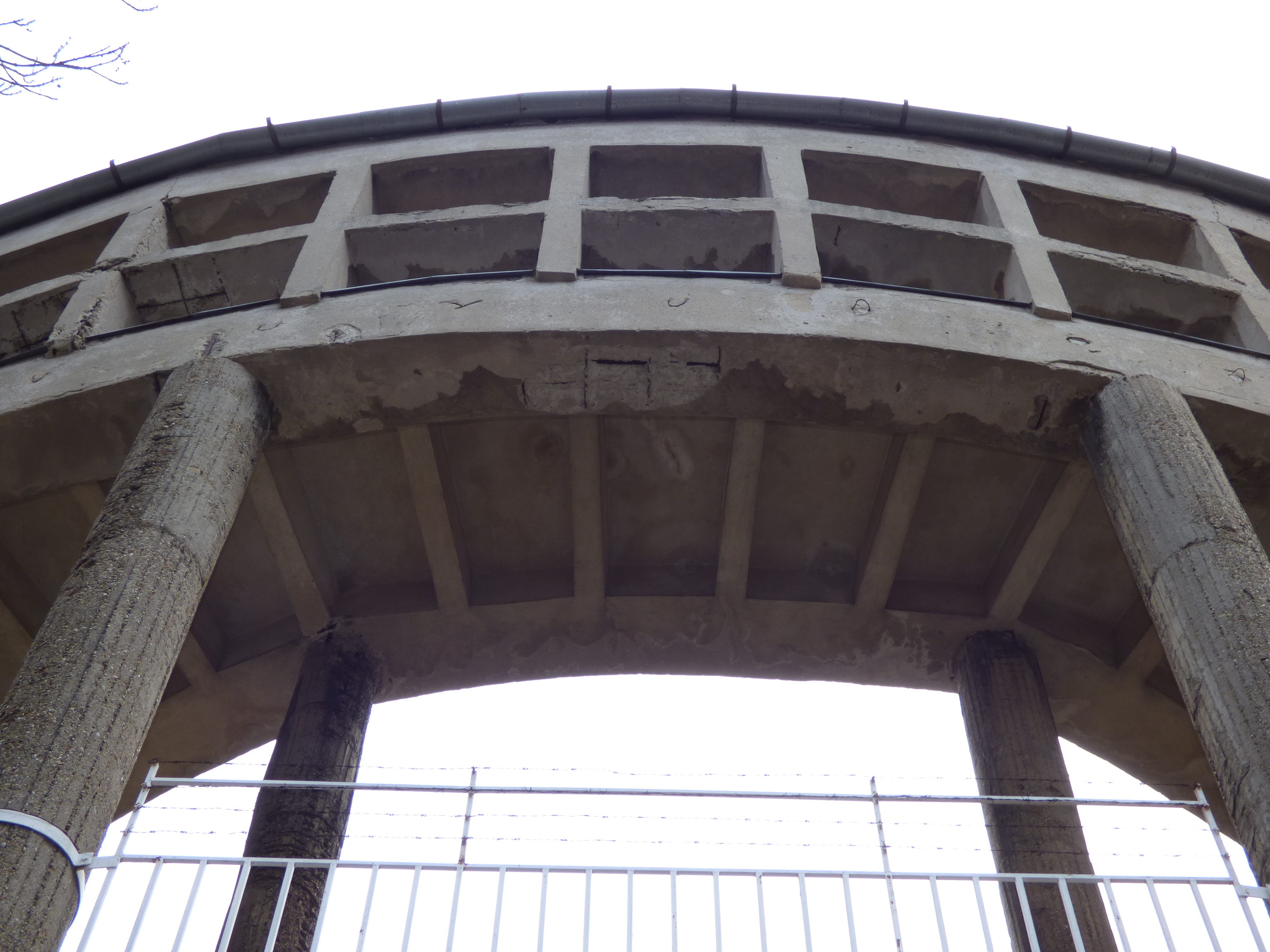
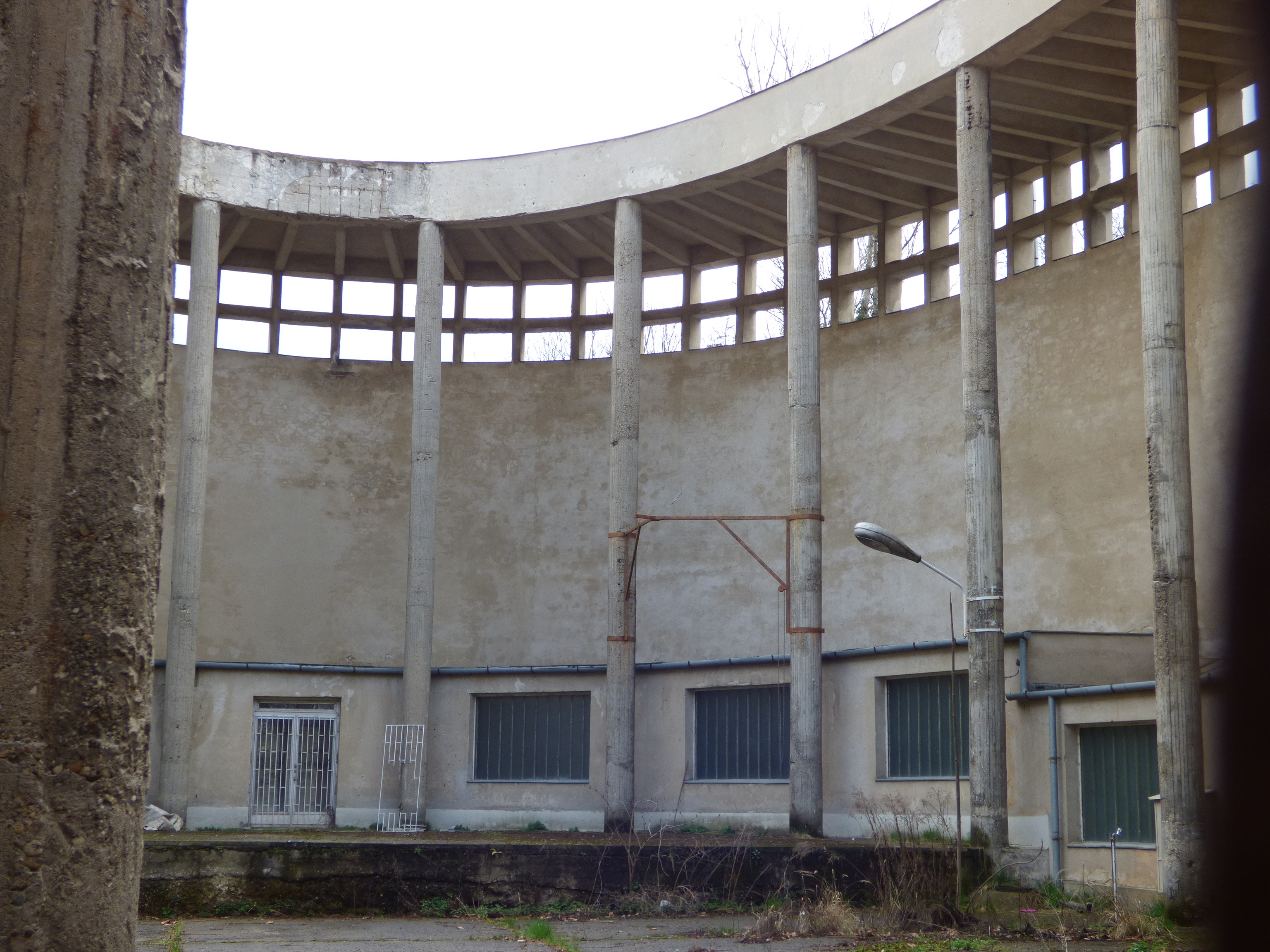
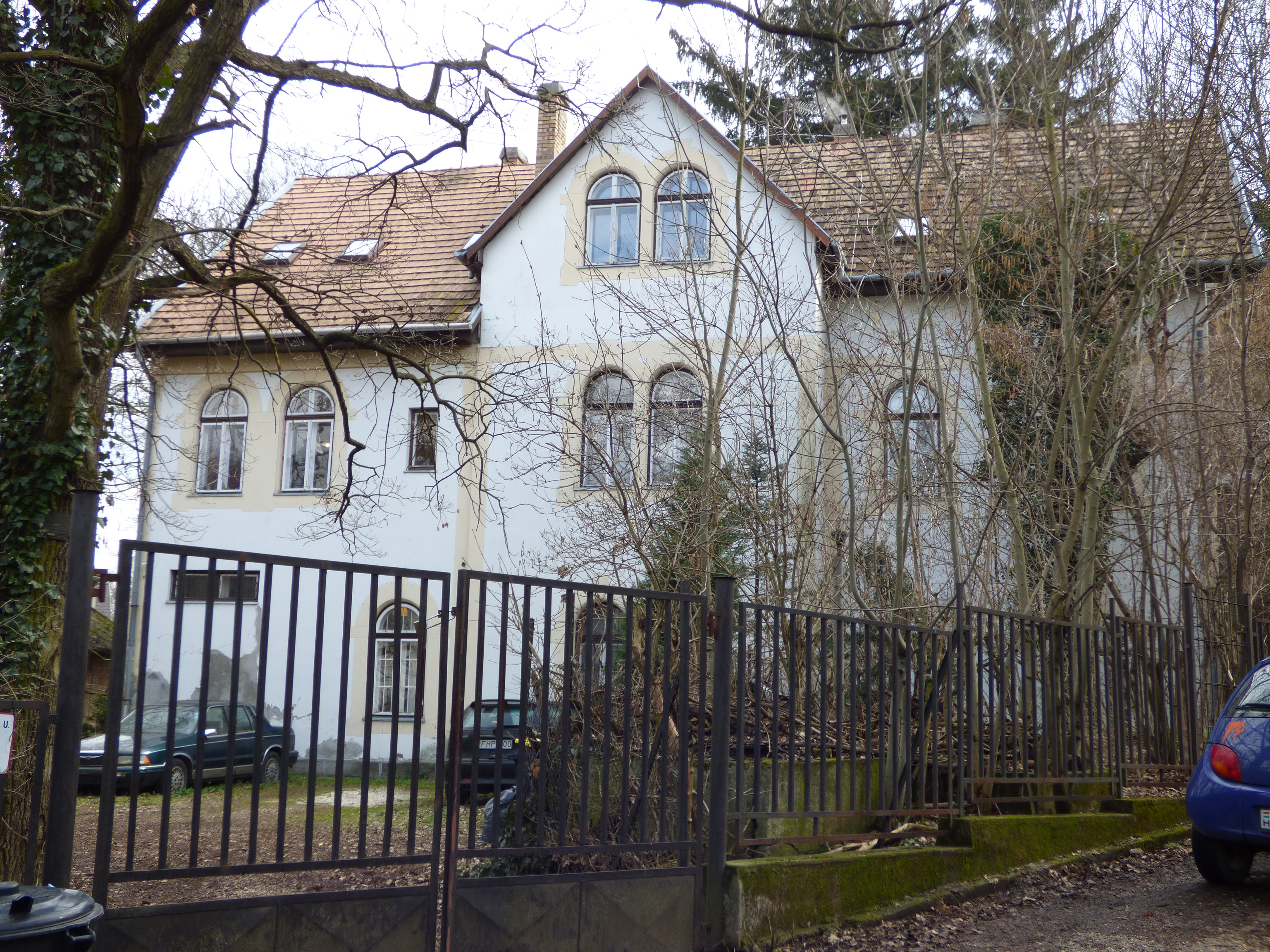
A Heinrich István u. 5. számú épület is a ferenceseké volt

## Külső hivatkozások
- Nagy Marianna: A befejezetlen magyar Szentföld-templom továbbgondolása. Építészfórum.hu, 2015. július 3.